# إعلان ألمانيا النازية الحرب على الولايات المتحدة

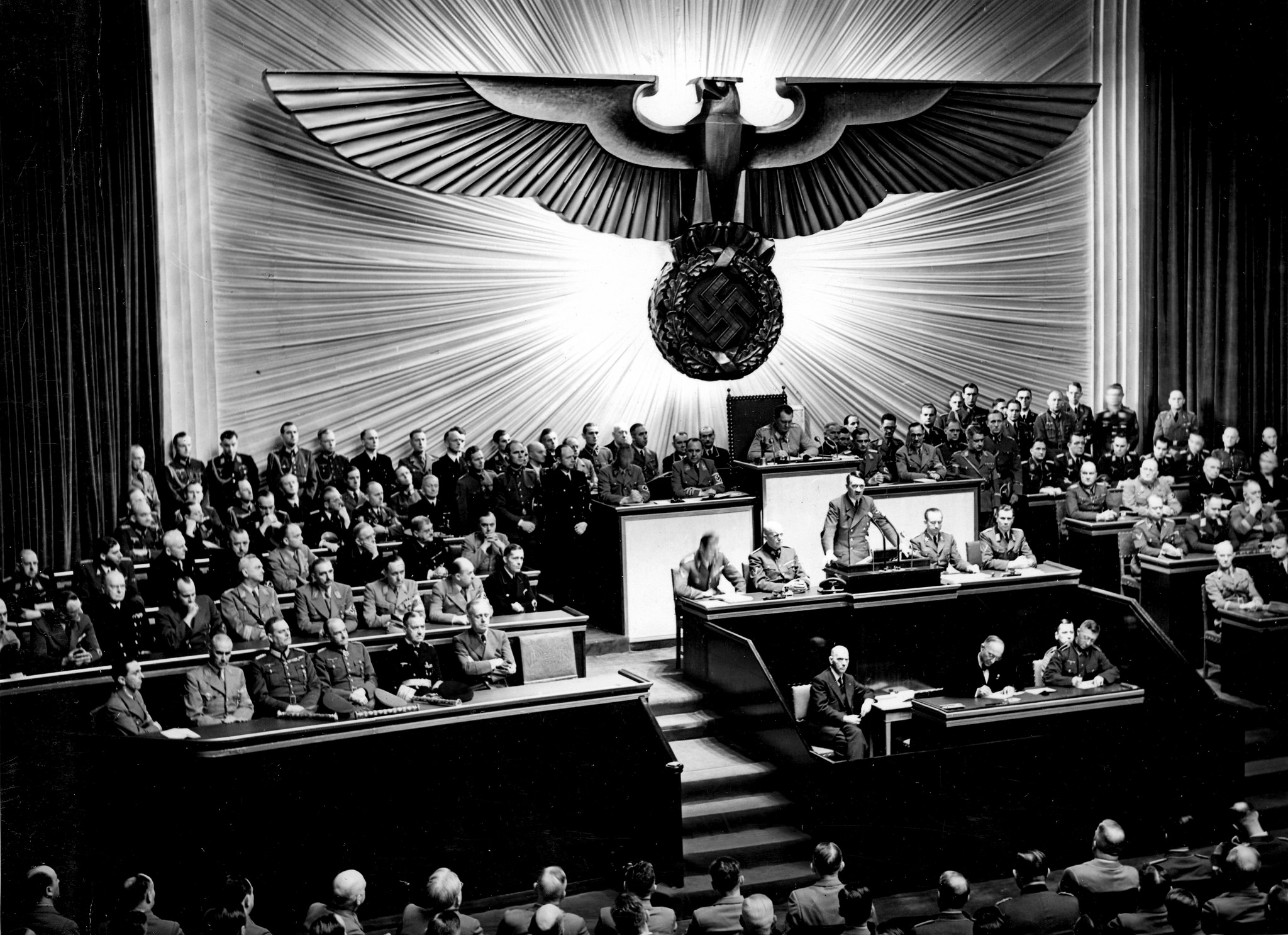
أعلن هتلر الحرب ضد الولايات المتحدة في الرايخستاغ في 11 ديسمبر 1941

في 11 ديسمبر 1941، وبعد أربعة أيام من الهجوم الياباني على بيرل هاربر وإعلان الولايات المتحدة الحرب على الإمبراطورية اليابانية، أعلنت ألمانيا النازية الحرب ضد الولايات المتحدة ردًا منها على ما زُعم أنها سلسلة من الاستفزازات من قبل حكومة الولايات المتحدة حينما كانت الحكومة لا تزال دولة محايدة رسميًا خلال الحرب العالمية الثانية. لقد اتخذ أدولف هتلر قرار إعلان الحرب دون استشارة تقريبًا وكذلك بشكل مرتجل على ما يبدو. تمت الإشارة إليه على أنه قرار هتلر «الأكثر إثارة للحيرة» في الحرب العالمية الثانية. في العلن، تم تقديم الإعلان الرسمي إلى القائم بالأعمال الأمريكي ليلاند ب. موريس من قبل وزير الخارجية الألماني يواخيم فون ريبنتروب في مكتب الأخير. وفي وقت لاحق من ذلك اليوم، أعلنت الولايات المتحدة الحرب على ألمانيا.

## الخلفية
لقد تدهور مسار العلاقات بين ألمانيا والولايات المتحدة منذ بداية الحرب العالمية الثانية، وذلك بالنظر إلى التعاون المتزايد بين الولايات المتحدة والمملكة المتحدة. تسببت صفقة المدمرات مقابل القواعد، والإعارة والاستئجار، وميثاق الأطلسي، وتسليم السيطرة العسكرية لأيسلندا من المملكة المتحدة إلى الولايات المتحدة، وتمديد المنطقة الأمنية للبلدان الأمريكية، والعديد من النتائج الأخرى للعلاقة الخاصة التي نشأت بين البلدين في ضغوط على العلاقات بين الولايات المتحدة، التي كانت لا تزال من الناحية الفنية دولة محايدة، وألمانيا النازية. كانت المدمرات الأمريكية التي ترافق سفن الإمداد الأمريكية المتجهة إلى المملكة المتحدة منخرطة بالفعل في حرب فعلية مع قوارب يو الألمانية. إن رغبة روزفلت في مساعدة المملكة المتحدة، رغم اعتراضات اللوبي الانعزالي المؤثر في الولايات المتحدة، والعقبات القانونية التي فرضها الكونغرس الأمريكي والتي حالت دون المشاركة المباشرة في الحرب، دفعت الولايات المتحدة إلى الضغط بقوة ضد الحدود التقليدية للحياد.
في 7 ديسمبر 1941، شنت الإمبراطورية اليابانية هجومًا على القاعدة البحرية والجيش الأمريكية في بيرل هاربر في هاواي، مما أدى إلى اندلاع حرب بين اليابان والولايات المتحدة. لم تكن اليابان قد أبلغت حليفتها ألمانيا قبل الهجوم، مع أن السفير الياباني قد أبلغ وزير الخارجية الألماني، يواخيم فون ريبنتروب، في بداية ديسمبر أن العلاقات بين الولايات المتحدة والإمبراطورية اليابانية كانت على حافة الانهيار، وأن تلك الحرب وشيكة. لقد تم توجيهه ليطلب من ألمانيا الالتزام بإعلان الحرب بموجب شروط الاتفاق الثلاثي في حالة حدوث ذلك. لقد كان هتلر وريبنتروب يحثان اليابان على مهاجمة سنغافورة والاستيلاء عليها من البريطانيين، على أساس النظرية القائلة بأن القيام بذلك لن يضر المملكة المتحدة فحسب، بل سيساعد أيضًا في إبعاد الولايات المتحدة عن الحرب. وفي 28 نوفمبر 1941، قدم ريبنتروب تأكيدًا لهيروشي أوشيما، السفير الياباني في ألمانيا، عما قاله هتلر نفسه لوزير الخارجية الياباني يوسوكه ماتسوكا، أنه إذا تورطت اليابان في حرب مع الولايات المتحدة، فإن ألمانيا ستدخل الحرب إلى جانب اليابان. وعندما طلب اليابانيون تأكيدًا كتابيًا على ذلك، أعطاهم هتلر ذلك، إلى جانب موافقة بينيتو موسوليني. إن هذه الاتفاقية، التي تمت صياغتها في 4 ديسمبر، ألزمت قوى المحور الأساسية بخوض حرب مع الولايات المتحدة في حالة نشوب حرب مع اليابان، وحلت محل الاتفاق الثلاثي بشكل أساسي.

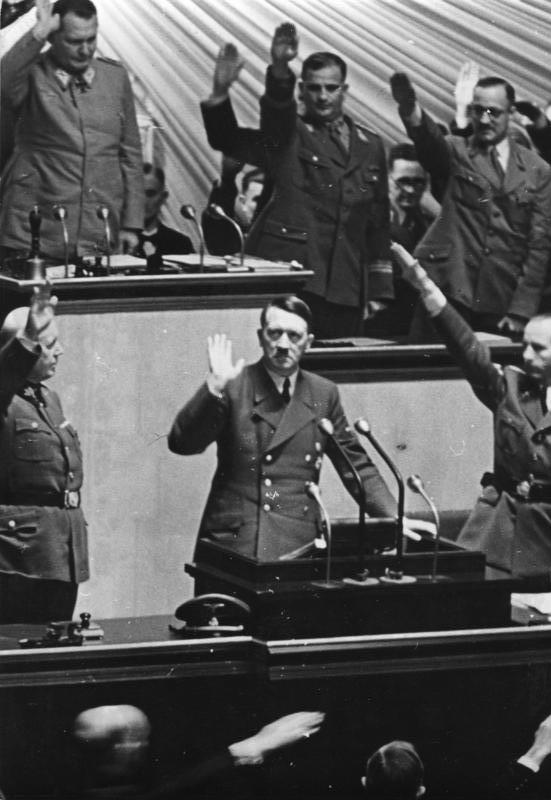
صورة مقربة لهتلر أثناء إعلان الحرب على الولايات المتحدة في 11 ديسمبر 1941

وفقًا لبنود اتفاقياتهما، كانت ألمانيا ملزمة بمساعدة اليابان إذا هاجمت دولة ثالثة اليابان، ولكن ليس إذا هاجمت اليابان دولة ثالثة. ذكّر ريبنتروب هتلر بذلك، وأشار إلى أن إعلان الحرب ضد الولايات المتحدة سيزيد من عدد الأعداء الذين كانت ألمانيا تقاتلهم، لكن هتلر رفض هذا القلق باعتباره غير مهم، واختار إعلان الحرب ضد الولايات المتحدة، دون استشارة كاملة تقريبًا، حيث كان يعتقد أن الرئيس الأمريكي فرانكلين دي روزفلت يريد أن يفعل ذلك قبل أن يعلن الحرب على ألمانيا. بشكل عام، كان التسلسل الهرمي للنازيين لا يحترم العزيمة العسكرية للولايات المتحدة في عهد روزفلت، وهو الموقف الذي يعتبر على نطاق واسع خطأً كبيرًا في تفكيرهم الاستراتيجي. لقد كانت الولايات المتحدة، وفق نظرهم، دولة فاسدة ومنحلة يهيمن عليها اليهود وأضعفتها أعداد كبيرة من الأمريكيين الأفارقة والمهاجرين واليهود الأمريكيين.

## الإعلان الألماني
وصل هتلر إلى برلين يوم الثلاثاء 9 ديسمبر والتقى بغوبلز في منتصف النهار، عندما كشف نيته إعلان الحرب في خطاب أمام الرايخستاغ، مؤجلًا الإعلان لمدة 24 ساعة لإعطاء نفسه الوقت للاستعداد. انتهى اجتماع آخر مع غوبلز في 10 ديسمبر للتخطيط، مع أن هتلر لم يعمل بعد على خطابه. كان الوقت المحدد هو 3:00 مساءً، حيث كان وقتًا مناسبًا لمستمعي الراديو الألمان ويمكن استقبال البث في طوكيو الساعة 10 مساءً وفي واشنطن العاصمة في الساعة 8:00 صباحًا. اتصل ريبنتروب هاتفيا بالسفير الألماني في روما، طالبا منه الاتصال بموسوليني والتأكد من تنسيق إعلان الحرب الإيطالي مع إعلان ألمانيا. وفي غضون ذلك، كان هناك نشاط دبلوماسي كبير لضمان إبرام التعديلات على الاتفاقية الثلاثية التي طلبتها الحكومة اليابانية؛ طلب الألمان تفويض السفير الياباني، هيروشي أوشيما، للتوقيع على اتفاقية "لا سلام منفصل" نيابة عن طوكيو لتوفير الوقت.
كانت بريطانيا والولايات المتحدة على علم بالفعل بالنوايا الألمانية من خلال استخبارات الإشارات السحرية، وفي 9 ديسمبر، قدم روزفلت إحدى برامج الدردشة الوطنية التي قال فيها إن على الشعب الأمريكي «أن يتذكر دائمًا أن ألمانيا وإيطاليا، بغض النظر عن أي إعلان رسمي للحرب، يعتبرون أنفسهم في حالة حرب مع الولايات المتحدة في هذه اللحظة بقدر ما يعتبرون أنفسهم في حالة حرب مع بريطانيا أو روسيا». تحدث تشرشل في مجلس عموم المملكة المتحدة صباح يوم 11 ديسمبر، قائلًا: «ليس فقط الإمبراطورية البريطانية الآن ولكن الولايات المتحدة تقاتل من أجل الحياة؛ روسيا تقاتل من أجل الحياة، والصين تقاتل من أجل الحياة. وراء هذه الجماعات المقاتلة الأربعة العظيمة تترابط كل الروح الحرة والآمال لجميع البلدان المحتلة في أوروبا... من المؤكد أنه أمر سيخزي جيلنا إذا لم نعلمهم درسًا لن يُنسى في سجلات ألف عام».

في يوم الخميس 11 ديسمبر 1941، تم استدعاء القائم بالأعمال الأمريكي ليلاند ب. موريس، أعلى دبلوماسي أمريكي في ألمانيا، إلى مكتب وزير الخارجية يواخيم فون ريبنتروب حيث قرأ ريبنتروب الإعلان الرسمي لموريس؛ استمر الاجتماع من 2:18 إلى 2:21 بعد الظهر. كان النص:
السيد. القائم بالأعمال:

 لقد انتهكت حكومة الولايات المتحدة بأبشع طريقة وبتدبير متزايد كل قواعد الحياد لصالح خصوم ألمانيا، ولكونها مذنبة باستمرار بأشد الاستفزازات ضد ألمانيا منذ اندلاع الحرب الأوروبية، بعد إعلان الحرب البريطانية على ألمانيا في 3 سبتمبر 1939، فقد لجأت أخيرًا إلى أعمال عدوانية عسكرية مفتوحة.
في 11 سبتمبر 1941، أعلن رئيس الولايات المتحدة علنًا أنه أمر القوات البحرية والجوية الأمريكية بإطلاق النار على أي سفينة حربية ألمانية. وفي خطابه في 27 أكتوبر 1941، أكد مرة أخرى صراحة أن هذا الأمر ساري المفعول. بموجب هذا الأمر، قامت سفن البحرية الأمريكية، منذ أوائل سبتمبر 1941، بمهاجمة القوات البحرية الألمانية بشكل منهجي. وهكذا، فإن المدمرات الأمريكية، مثل جرير وكيرني وروبن جيمس، فتحت النار على الغواصات الألمانية وفقًا للخطة. أكد وزير البحرية الأمريكية، السيد نوكس، بنفسه أن المدمرات الأمريكية هاجمت الغواصات الألمانية.
علاوةً على ذلك، تعاملت القوات البحرية للولايات المتحدة، بأمر من حكومتها وخلافًا للقانون الدولي، على السفن التجارية الألمانية في أعالي البحار واحتجزتها على أنها سفن معادية.
وعليه، فإن الحكومة الألمانية تثبت الحقائق التالية:
ومع أن ألمانيا من جانبها قد التزمت بشدة بقواعد القانون الدولي في علاقاتها مع الولايات المتحدة خلال كل فترة من الحرب الحالية، إلا أن حكومة الولايات المتحدة من الانتهاكات الأولية للحياد قد شرعت أخيرًا في شن أعمال حرب ضد ألمانيا. وبذلك تكون حكومة الولايات المتحدة قد أسست فعليًا حالة حرب.
ونتيجةً لذلك، أوقفت الحكومة الألمانية العلاقات الدبلوماسية مع الولايات المتحدة الأمريكية وتعلن أنه في ظل هذه الظروف التي أحدثها الرئيس روزفلت ألمانيا أيضًا، اعتبارًا من اليوم، تعتبر نفسها في حالة حرب مع الولايات المتحدة الأمريكية.
تقبل، السيد القائم بالأعمال، التعبير عن تقديري الكبير.
11 ديسمبر 1941.

 ريبينتروب.
 تم إرسال نفس النص إلى هانس تومسن، القائم الألماني بالأعمال في واشنطن، مع تعليمات لتقديمه إلى كورديل هل، وزير خارجية الولايات المتحدة في الساعة 15:30، بتوقيت فصل الصيف الألماني، الساعة 08:30 التوقيت الشرقي القياسي. ومع ذلك، عند وصولهم، رفض هل مقابلة الوفد الألماني ولم يتمكنوا حتى الساعة 9:30 من تمرير مذكرتهم إلى راي أثرتون، رئيس قسم الشؤون الأوروبية. وفي برلين، ساد الذعر من أن موسوليني قرر استباق هتلر وإعلان الحرب في خطاب ألقاه من الشرفة في قصر فينيزيا الساعة 2:45 مساءً؛ تجمع حشد يقدر بنحو 10,0000 لسماع خطابه الذي استمر أربع دقائق فقط.
في الساعة 3:00 مساءً، خاطب هتلر 855 نائبًا مجتمعين في الرايخستاغ في دار أوبرا كرول، مع خطاب استمر 88 دقيقة ذكر فيه النجاحات الألمانية حتى الآن لكنه فشل في ذكر الهجوم المتوقف في روسيا. لقد خصص الجزء الثاني من الخطاب للهجوم على روزفلت و«العالم الإنجليزي الساكسوني اليهودي الرأسمالي»، وخلص إلى أنه «في 2000 عام من التاريخ الألماني المعروف لنا، لم يكن الشعب أكثر توحدًا وتوحيدًا من قبل مثل هذا هو اليوم». في نفس اليوم، وقع سفراء ألمانيا في عواصم الدول الأخرى على الاتفاقية الثلاثية؛ صدرت تعليمات للمجر ورومانيا وبلغاريا وكرواتيا وسلوفاكيا للحصول على إعلانات الحرب ضد الولايات المتحدة.
كان روزفلت قد كتب مذكرة موجزة إلى الكونغرس الأمريكي صباح 11 ديسمبر يطلب فيها إعلان الحرب على ألمانيا وإيطاليا؛ أثناء الاجتماع ظهرًا، مر الاقتراح عبر المجلسين دون معارضة، مع امتناع بعض الممثلين عن التصويت. وصل نائب الرئيس هنري ولاس إلى البيت الأبيض بالإعلان الذي وقعه روزفلت الساعة 3:00 مساءً.

## آراء ما بعد الإعلان

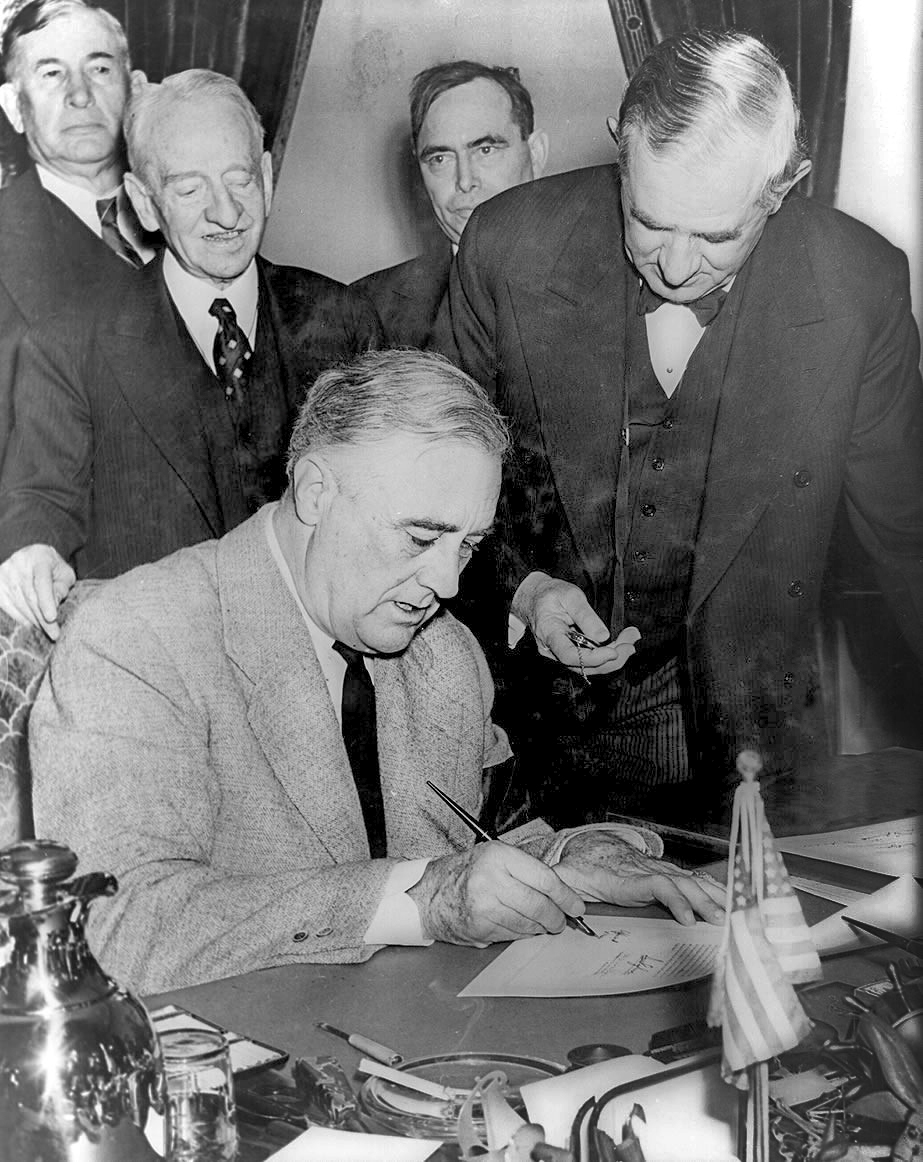
توقيع فرانكلين ديلانو روزفلت على إعلان الحرب ضد ألمانيا، وهو رد الولايات المتحدة على إعلان هتلر

وفقًا لما قاله مساعد البحرية لهتلر، الأدميرال كارل جيسكو فون بوتكامير، فإن الهجوم الياباني على بيرل هاربر عزز بالفعل تأكيد هتلر على الفوز في الحرب، ورفع الروح المعنوية بين القيادة العليا للقوات المسلحة. كتب بيتر بادفيلد:
جاءت أخبار [بيرل هاربر] بمثابة مفاجأة لهتلر مع علمه بنيتهم الهجوم في مكان ما وفي وقت ما وكان قد اتخذ قراره لدعمهم إذا هاجموا الولايات المتحدة. الآن تجاهل بشكل تافه القوة المالية والإنتاجية الهائلة لأمريكا، ووفقًا لـ ... فون بوتكامير، الذي كان لم يدرك أن هذه القوة يمكن أن تظهر عبر المحيط الأطلسي، فقد اكتسب ثقة متجددة في نتيجة منتصرة للحرب. عانى جنرالاته من نفس الهلوسة غير الساحلية: كل طاقم مقره سلموا أنفسهم لـ«نشوة الابتهاج». لقد صار القلة الذين رأوا المزيد «أكثر وحدة». ضباط البحرية لم يروا بوضوح أكثر من الجنرالات.
 تعددت أسباب إعلان هتلر الحرب على الولايات المتحدة. السبب الأول كان رد فعل عاطفي: الأسلوب الياباني المتمثل في استخدام هجوم مفاجئ دون إعلان الحرب قد أعجبه – لقد فعل الشيء نفسه عندما هاجم الاتحاد السوفيتي بعملية بارباروسا في يونيو 1941؛ وفي الواقع، قال للسفير الياباني «يجب أن تضرب – بأقصى ما يمكن – وألا تضيع الوقت في إعلان الحرب». كما أن احتمالية نشوب حرب عالمية غذت ميل هتلر نحو التفكير الفخم، وعززت شعوره بأنه كان شخصية تاريخية عالمية في القدر. كما قال في خطاب إعلانه أمام الرايخستاغ:
لا يسعني إلا أن أكون ممتنًا للعناية الإلهية لأنها كلفتني بالقيادة في هذا النضال التاريخي الذي سيوصف، على مدى الخمسمائة أو الألف سنة القادمة، بأنه حاسم، ليس فقط لتاريخ ألمانيا، ولكن لأوروبا بأكملها، بل العالم كله.
 ومهما كانت المشاورات التي سعى إليها هتلر لمساعدته في اتخاذ قراره، فإنها لم تشمل أي شخص من الفيرماخت باستثناء ربما الجنرالات المتملقين ألفرد يودل وفيلهلم كايتل. كان يودل كبير مستشاري هتلر العسكريين بشأن التخطيط للعمليات، وقد ذكر الجنرال والتر وارليمونت، ثاني مسؤول بعد يودل، لاحقًا أنه «كان قرارًا آخر مستقلٌ تمامًا لم يُسأل فيه الفيرماخت أو يعطيه أي نصيحة...» ومن المرجح أن تنصحه القيادة العسكرية، لو طُلب منها، بعدم توسيع الحرب نظرًا لحجم الأزمة على الجبهة الشرقية. أصيب مساعد هتلر في اللوفتفافه، نيكولاس فون أدناه، الذي قيل له بشأن قرار توسيع الحرب عندما عاد من إجازة لمدة شهر، بالذهول من جهل هتلر بشأن الإمكانات العسكرية للولايات المتحدة، واعتبر هذا نموذجًا ل«منهج العناية من هتلر ومعرفته المحدودة بالدول الأجنبية». وبالإضافة إلى ذلك، لم يأمر هتلر بالاستعدادات اللازمة لمثل هذا القرار أو يأخذ في الاعتبار أي اعتبارات لوجستية، مثل طلب الأدميرال كارل دونيتز السابق لإبلاغه إذا كانت الولايات المتحدة في خطر الانجرار إلى الحرب، حتى يتمكن من تحديد غواصات يو للاستفادة القصوى من الوضع الجديد.
كما دخل عدم معرفة هتلر بالولايات المتحدة وقدرتها الصناعية والديموغرافية على شن حرب على جبهتين في قراره. وفي وقت مبكر من منتصف مارس 1941 – قبل تسعة أشهر من الهجوم الياباني – كان الرئيس روزفلت مدركًا تمامًا لعداء هتلر تجاه الولايات المتحدة، والإمكانات التدميرية التي توفرها. وبسبب هذا الموقف داخل البيت الأبيض، والجهود المتسارعة للقدرة الصناعية للأمريكيين قبل وخلال عام 1941 لبدء تزويد القوات المسلحة بالذخائر والطائرات المقاتلة والسفن التي ستكون مطلوبة لهزيمة المحور ككل، كانت الولايات المتحدة بالفعل في طريقها نحو الاقتصاد الشامل في زمن الحرب والذي سيجعلها «ترسانة الديمقراطية» لها ولحلفائها. ومع ذلك، رفض هتلر القوة العسكرية للولايات المتحدة، وهو الرأي الذي شاركه فيه هيرمان غورينغ. ومع وجود القوات الألمانية في ضواحي موسكو، ربما كان هتلر قد اعتمد أيضًا على فكرة الهزيمة السريعة للاتحاد السوفيتي، مما أتاح الموارد الاقتصادية والعسكرية الألمانية التي تم تقييدها في ذلك الغزو.
كان العامل الآخر هو أن التحيزات العنصرية العميقة لهتلر جعلته يرى الولايات المتحدة على أنها ديمقراطية برجوازية منحطة مليئة بأشخاص من أعراق مختلطة، وسكان تحت تأثير اليهود و«الزنوج»، دون وجود تاريخ من الانضباط الاستبدادي للسيطرة والتوجيه، وأنهم يهتمون فقط بالرفاهية ويعيشون «الحياة الجيدة» بينما يرقصون ويشربون ويستمتعون بالموسيقى «الزنجية». كان مثل هذا البلد، في رأي هتلر، غير مستعد أبدًا على تقديم أي تضحيات اقتصادية وبشرية لازمة لتهديد ألمانيا الاشتراكية القومية - وبالتالي هذا مهد الطريق لوجهة نظر غير دقيقة بشكل خطير عن الأمة ذاتها التي صرح بها هتلر في كتابه غير المنشور كتاب هتلر الثاني عام 1928 بأن هذا أخطر تحد للرايخ الثالث بعد هزيمته المزمعة للاتحاد السوفيتي.
كان للإمكانات الاقتصادية والتكوين العرقي لأمريكا آثار على البنية الأيديولوجية لهتلر، في الواقع، كيف رأى مشاكل ألمانيا الحالية وآمالها المستقبلية. حملت أفكاره المركزية حول «مساحة المعيشة» والعرق مفتاح صورته عن الولايات المتحدة. بالنسبة لهتلر، كانت الولايات المتحدة دولة ذات نواة عرقية «شمالية» بيضاء، وعزا إليها نجاحها الاقتصادي ومستوى المعيشة، ورأى فيها نموذجًا لرؤيته لمشروع «مساحة المعيشة» الألمانية في أوروبا.
كان الأمر، من وجهة النظر الألمانية، أن الولايات المتحدة كانت عمليًا مُحارِبة بالفعل. كان روزفلت قد اقترب من دخول الحرب كما يمكن أن تأتي قوة محايدة، وربما عبرت الخط أيضًا. وعلى مدى أكثر من عام، كانت الولايات المتحدة تقدم مبالغ كبيرة من المساعدات الاقتصادية لبريطانيا في شكل قروض وائتمان وإقراض وإيجار؛ في ميثاق الأطلسي، تعهد روزفلت بأن تكون أمريكا «ترسانة الديمقراطية». بدأت الهجمات الألمانية على السفن الأمريكية – والتي، بعد فترة أمرت فيها غواصات-يو بتجنب القيام بذلك كلما أمكن ذلك – قبل وقت طويل من إعلان الحرب الألمانية مما يعني أن السفن البحرية الأمريكية أصبحت حتمًا متورطة في صراعات مع السفن الألمانية. أعرب ريبنتروب عن رأي مفاده أن القوى العظمى لا تنتظر إعلان الحرب عليها، وربما بدا لهتلر – جاهلًا كما كان يعاني من توتر العلاقة الإنجليزية أمريكية – أن الولايات المتحدة، باعتبارها دولة شبه عدوانية، ربما ستعلن الحرب رسميًا على ألمانيا في أي حال.
الميزة الوحيدة التي قدمها إعلان الحرب ضد الولايات المتحدة لهتلر كانت بمثابة تسريب دعائي للجمهور الألماني لصرف انتباهه عن حالة الحرب ضد الاتحاد السوفيتي، حيث عانت ألمانيا من نكسات شديدة واشتباك مطول بشكل غير متوقع. كان هتلر قد طمأن الشعب الألماني بأن الاتحاد السوفيتي سوف يسحق قبل بداية الشتاء بوقت طويل، لكن هذا في الواقع لم يحدث، ولم يكن هناك سوى القليل من الأخبار الجيدة. لقد مكن توقيت الهجوم الياباني على بيرل هاربر هتلر من توجيه خطابه المخطط له إلى الرايخستاغ بطريقة أكثر إيجابية، مما أدى إلى إخراج أكبر قدر ممكن من قيمة الدعاية منه. في الواقع، قام هتلر بتأجيل الخطاب – وكذلك إعلان الحرب – لعدة أيام، في محاولة للوصول إلى اللحظة النفسية المناسبة للإعلان. ومع ذلك، كان الدافع الدعائي بالكاد كافيًا لتبرير إعلان الحرب على الولايات المتحدة، لا سيما بالنظر إلى أن القيام بذلك من شأنه أن يخلق «تحالفًا غير طبيعي» بين نظامين سياسيين متضادين ومتعارضين حتى الآن، الولايات المتحدة والاتحاد السوفيتي.
كان هناك أيضًا دافع مرتبط بعلم نفس هتلر. ففي الوقت الذي كان فيه الجيش الأحمر والشتاء الروسي قد أجبر الفيرماخت للتو على الانتقال إلى حالة الدفاع في غزو روسيا، ربما أراد هتلر أن يُظهر بإعلان الحرب أنه لا يزال سيد الموقف. وعلاوة على ذلك، فقد راهن هتلر دائمًا، طوال حياته، على «التسديدة الطويلة» وربحها، مراهنًا على كل شيء في دور نرد واحد. كان القيام بذلك يخدمه جيدًا حتى هذه المرحلة، لكن افتقاره إلى المعلومات حول الولايات المتحدة وتصوراته الأيديولوجية المسبقة عنها جعلت هذا الخيار بالذات خيارًا سيئًا للغاية وكذلك كان من غير المرجح أن يأتي لمصلحة هتلر. لكن من المنظور التاريخي، يبدو أن اختياره كان عملًا يائسًا.
وبغض النظر عن أسباب هتلر للإعلان، يُنظر إلى القرار عمومًا على أنه خطأ استراتيجي فادح من جانبه، حيث سمح للولايات المتحدة بدخول الحرب الأوروبية لدعم المملكة المتحدة والحلفاء دون الكثير من المعارضة الشعبية، بينما لا يزال يواجه التهديد الياباني في المحيط الهادئ. في الواقع، كان هتلر قد ألزم ألمانيا بمحاربة الولايات المتحدة في خضم حرب الإبادة ضد روسيا، ودون أن يهزم المملكة المتحدة في البداية، بدلًا من اتخاذ خيار تأجيل الصراع مع الولايات المتحدة لأطول فترة ممكنة، لإجبارها على التركيز على الحرب في المحيط الهادئ ضد اليابان، وجعلها أكثر صعوبة للانخراط في الحرب الأوروبية. على الأقل إلى حد ما كان قد أمسك بين يديه سلطة التحكم في توقيت تدخل الولايات المتحدة، وبدلًا من ذلك، فإن إعلانه الحرب ضد أمريكا، سمح لروزفلت وتشرشل ليتصرفا بالشكل الذي يريانه مناسبًا.
من وجهة نظر هتلر وكثير من النخبة السياسية والعسكرية الألمانية، كان إعلان الحرب ضد الولايات المتحدة ردًا على هجوم بيرل هاربر بمثابة مخاطرة محسوبة في قتال الولايات المتحدة قبل أن تكون مستعدةً للدفاع عن نفسها بشكل فعال. بحلول ذلك الوقت، اعتقدت القيادة الألمانية أن الولايات المتحدة كانت تتصرف بشكل فعال كطرف محارب في الصراع، بالنظر إلى إجراءات مثل إعارة واستئجار الإمدادات إلى بريطانيا لمواصلة جهودهم الحربية، والتصريحات العلنية للرئيس روزفلت، ونشر الجنود الأمريكيين ومشاة البحرية إلى أيسلندا، ومرافقة قوافل البحرية الأمريكية عبر المحيط الأطلسي، والتي كانت تحتك أحيانًا مع غواصات-يو؛ أدت هذه الأعمال، وكذلك التدخل الأمريكي السابق في الحرب العالمية الأولى، إلى افتراض أن الحرب بينهما كانت حتمية. وعلى هذا النحو، تم اتخاذ القرار باستخدام الهجوم كمبرر لإعلان رسمي للحرب من أجل إخراج بريطانيا من الصراع من خلال توسيع عمليات الغواصات والهجوم المباشر على الشحن التجاري الأمريكي. وبينما أدى إعلان هتلر للحرب ضد الولايات المتحدة في النهاية إلى سقوطه، فقد بدا في البداية ناجحًا في هدفه المتمثل في قطع خطوط الإمداد البريطانية بشكل أكثر فعالية، حيث تسبب افتقار الجيش الأمريكي للتكتيكات والمعدات والإجراءات لمحاربة غواصات-يو في عام 1942 إلى جعل هذه السنة الأكثر تدميرًا في الحرب بالنسبة لخسائر الشحن؛ أتاح إعلان الحرب الوقت السعيد الثاني لغواصات-يو.

جاء إعلان هتلر للحرب بمثابة ارتياح كبير لرئيس الوزراء البريطاني ونستون تشرشل، الذي كان يخشى احتمال نشوب حربين متوازيتين لكن منفصلتين – المملكة المتحدة والاتحاد السوفيتي مقابل ألمانيا في أوروبا، والولايات المتحدة والإمبراطورية البريطانية مقابل اليابان في الشرق الأقصى والمحيط الهادئ. ومع كون إعلان ألمانيا النازية ضد الولايات المتحدة ساري المفعول، فقد تم التأكيد على المساعدة الأمريكية لبريطانيا في كلا مسارح الحرب كحليف كامل. كما أنها بسّطت الأمور للحكومة الأمريكية، كما ذكر جون كينيث جالبرايث:
عندما حدثت بيرل هاربر، كنا [مستشاري روزفلت] يائسين. ... كنا جميعًا في حالة عذاب. كان مزاج الشعب الأمريكي واضحًا – كانوا مصممين على معاقبة اليابانيين. كان من الممكن أن نضطر إلى تركيز كل جهودنا على المحيط الهادئ، غير قادرين منذ ذلك الحين على تقديم أكثر من مساعدة ثانوية بحتة لبريطانيا. لقد كان مذهلاً حقًا عندما أعلن هتلر الحرب علينا بعد ثلاثة أيام. لا استطيع ان اقول لكم مشاعر الانتصار لدينا. لقد كان شيئًا غير منطقي تمامًا بالنسبة له، وأعتقد أنه أنقذ أوروبا".
يواكيم فيست، أحد كتاب سيرة هتلر، جادل بأن قرار هتلر "لم يعد في الحقيقة عملًا بإرادته، بل لفتة يحكمها وعي مفاجئ بعجزه. كانت تلك البادرة آخر مبادرة إستراتيجية لهتلر مهما كانت". يصف المؤرخ إيان كيرشو قرار هتلر بإعلان الحرب على الولايات المتحدة عندما لم يكن مطلوبًا منه بأنه "تحرك هتلر النموذجي للأمام، في محاولة للاستيلاء على المبادرة ... لكنه كان خطوة من ضعف وليس قوة. كما قد كان قرارًا غير عقلاني أكثر من أي قرار استراتيجي تم اتخاذه حتى ذلك التاريخ". وفي تحليله لسيرته الذاتية، معنى هتلر، قال الصحفي سيباستيان هافنر عن قرار هتلر" لا يوجد حتى يومنا هذا [1979] تفسير منطقي مفهوم لما يميل المرء إلى وصفه بأنه فعل جنون. ... حتى لو نُظر إليه على أنه عمل يائس، فإن إعلانه للحرب على أمريكا لا معنى له.